# Stewart Sharpless
Stewart Sharpless (ur. 29 marca 1926 w Milwaukee, zm. 19 stycznia 2013) – amerykański astronom.
Wraz z Williamem Morganem i Donaldem Osterbrockiem udowodnił na podstawie rozmieszczenia obszarów H II, że nasza galaktyka, Droga Mleczna, jest galaktyką spiralną.
W 1953 opublikował katalog Sharplessa, w którym zawarł obszary H II widoczne z półkuli północnej. Katalog ten zawierał 142 obiekty. W 1959 opublikował drugie i ostatnie wydanie swojego katalogu, które zawierało opis 313 mgławic.
Był aktywnym członkiem Międzynarodowej Unii Astronomicznej.